# Парламентские выборы в Кот-д’Ивуаре (2021)
Парламентские выборы в Кот-д'Ивуаре прошли 6 марта 2021 года
. На них избирались 255 депутатов Национального собрания на 4-летний срок. Явка составила 37,88 %.

## Избирательная система
255 депутатов Национального собрания Кот-д’Ивуара избираются в 154 одно- и многомандатных округах, количество мест в которых насчитывает от 1 до 6. Выборы проходят по системе относительного большинства.
Согласно указу от ноября 2020 года, 30 % от общего числа кандидатов от каждой партии должны были составлять женщины. Указ также стимулировал партии включать в списки больше женщин, предоставляя дополнительное государственное финансирование партиям, в которых доля женщин-кандидатов превышала 50 %.

## Результаты
Согласно официальным результатам Объединение уфуэтистов за демократию и мир получило 137 из 254 мест. Союз за демократию и мир в Кот-д’Ивуаре заявил о фальсификациях, а Ивуарийский народный фронт призвал к спокойствию. Одно место осталось открытым 10 марта, потому что кандидат Амед Бакайоко умер во время избирательной кампании. Выборы прошли мирно, явка составила 37,88 %, в них приняли участие 2 788 022 избирателя из 7 359 399 зарегистрированных. Всего было 82 184 бюллетеня для голосования и 34 083 пустых бюллетеней.
Патрик Аши был назначен временным премьер-министром 8 марта во время болезни Амеда Бакайоко, который умер от рака 10 марта 2021 года.
Самой крупной оппозиционной группировкой, скорее всего, будет коалиция, сформированная Союзом за демократию и мир Анри Конана Бедье и Ивуарийским народным фронтом Лорана Гбагбо, которая получила 50 мест.
| Партия                                                                                          | Голоса    | %     | Мест | +/-   |
| ----------------------------------------------------------------------------------------------- | --------- | ----- | ---- | ----- |
| Объединение уфуэтистов за демократию и мир                                                      | 1 313 886 | 49,18 | 137  | -30   |
| Демократическая партия Кот-д’Ивуара — Вместе за демократию и суверенитет                        | 441 602   | 16,53 | 50   | -     |
| Демократическая партия Кот-д’Ивуара                                                             | 160 599   | 6,01  | 23   | -     |
| Вместе за демократию и суверенитет                                                              | 118 570   | 4,44  | 8    | новая |
| Вместе строить (Союз за демократию и мир в Кот-д’Ивуаре, Ивуарийский народный фронт и союзники) | 53 826    | 2,01  | 8    | +2    |
| Ивуарийский народный фронт                                                                      | 52 451    | 1,96  | 2    | -1    |
| За республику и демократию                                                                      | 2417      | 0,09  | 0    | новая |
| Республиканский союз за демократию                                                              | 2053      | 0,08  | 0    | 0     |
| Объединение демократов Кот-д’Ивуара                                                             | 1810      | 0,07  | 0    | новая |
| Объединение за мир и согласие                                                                   | 1694      | 0,06  | 0    | 0     |
| 1000 добровольцев                                                                               | 1600      | 0,06  | 0    | новая |
| Союз за демократию и прогресс                                                                   | 1146      | 0,04  | 0    | 0     |
| Партия за африканскую интеграцию                                                                | 1016      | 0,04  | 0    | новая |
| Прочие партии                                                                                   | 9572      | 0,36  | -    | 0     |
| Независимые                                                                                     | 509 513   | 19,07 | 26   | -50   |
| Вакантные места                                                                                 |           |       | 1    | -     |
| Недействительных/пустых бюллетеней                                                              | 116 267   | 4,17  | -    | -     |
| Всего                                                                                           | 2 671 755 | 100   | 255  | 0     |
| Зарегистрированных избирателей/Явка                                                             | 7 359 399 | 37,88 | -    | -     |
| Источник: CEI Архивная копия от 20 января 2022 на Wayback Machine                               |           |       |      |       |